# Üröm, Pesta
Üröm  este un sat în districtul Pilisvörösvár, județul Pesta, Ungaria, având o populație de 6.904 locuitori (2011). 

## Demografie
Componența etnică a satului Üröm
     Maghiari (93,9%)
     Germani (3%)
     Necunoscut (2%)
     Alții (1,09%)
Componența confesională a satului Üröm
     Romano-catolici (30,65%)
     Fără religie (23,13%)
     Reformați (10,56%)
     Atei (2,62%)
     Luterani (1,81%)
     Greco-catolici (1,32%)
     Necunoscută (29,33%)
     Alte religii (5,03%)
Conform recensământului din 2011, satul Üröm avea 6.904 locuitori. Din punct de vedere etnic, majoritatea locuitorilor (93,9%) erau maghiari, cu o minoritate de germani (3,0%). Apartenența etnică nu este cunoscută în cazul a 2,0% din locuitori. Nu există o religie majoritară, locuitorii fiind romano-catolici (30,65%), persoane fără religie (23,13%), reformați (10,56%), atei (2,62%), luterani (1,81%) și greco-catolici (1,32%). Pentru 29,33% din locuitori nu este cunoscută apartenența confesională.